# Teodor Bucurescu
Teodor Bucurescu (n. 27 aprilie 1885, Comuna Comloșul-Mare, județul Timiș-Torontal și d. 17 august 1967, Sânnicolau-Mare, județul Timiș-Torontal) a fost un deputat în Marea Adunare Națională de la Alba Iulia, organismul legislativ reprezentativ al „tuturor românilor din Transilvania, Banat și Țara Ungurească”, cel care a adoptat hotărârea privind Unirea Transilvaniei cu România, la 1 decembrie 1918. 

## Activitate politică
Teodor Bucurescu a fost membru în Marele Sfat Național de la Sibiu. Deputat în primul Parlament al României anii 1919/20 în Circumscripția Comloșul-Mare, a doua oră, deputat ales în județul Timiș, în anii 1926/27. Președinte al Societății de Educație Fizică „Șoimii României; președinte al Cooperativiei de Plasă „Economul" din Sănnicolaul-Mare, președinte al Despărțăntântului „Astra" din Sănnicolaul-Mare, deptuat sinodal al eparhiei ortodoxe române din Timișoara. Directorul școlilor primare din comuna Comlosul-Mare în anii 1910-1920. Profesor și Director al gimnaziului mixt din Sătuticolaul-Mare, în anii 1920-1941. A fost întemnițat de unguri la Seghedin în anul 1918, pentru că a luptat și muncit pentru Unitatea Neamului.

## Opera
A scris volumele „Noua Lumină" cu 110 pagini, apărut la Brașov în 1919, „Credința Mea", cu 256 pagini, apărut la Sânnicolaul-Mare 1923, „Eminescu în Banat" cu 174 pagini, apărut la Periam în 1928 și „Comoara din Sănnicolaul-Mare" cu 384 pagini, Timișoara, 1940. A editat ca director și proprietar gazeta săptămănală pentru popor „Primăvara" în anii 1921-1929 în 1200-2000 exemplare, iar „Calendarul Primăvara" în 5-15.000 exemplare și a înființat cea dintâi librărie românească în Sânnicolaul-Mare. 